# Jorge Jurado
Jorge García Jurado, más conocido como Jorge Jurado (Madrid, 22 de septiembre de 1993) es un actor español, conocido por su papel de Curro Serrano en la serie de Globomedia y Telecinco Los Serrano.

## Carrera
Su carrera comenzó haciendo un pequeño papel en la película El florido pensil. Hizo el papel de Francisco "Curro" Serrano Moreno en la serie de televisión Los Serrano, emitida por Telecinco durante ocho temporadas y con una media de audiencia durante sus 147 capítulos de 5 000 000 de espectadores. Posteriormente también actuó en Los protegidos y Vida loca.
En 2007 interpretó a un personaje llamado Enrique en la película Goal II: Living the Dream junto a famosos futbolistas. Estudia actualmente ingeniería informática en la Escuela Técnica Superior de la Universidad de Politécnica de Madrid. Desde 2021, es streamer en la plataforma Twitch.

## Filmografía

### Cine
- Goal II: Living the Dream (2007) – (Enrique).[7]

### Series
| Año         | Serie            | Canal     | Personaje                        | Notas         | Referencias |
| ----------- | ---------------- | --------- | -------------------------------- | ------------- | ----------- |
| 2002        | Hospital Central | Telecinco | Niño                             | 1 episodio    | [ 8 ]       |
| 2003 - 2008 | Los Serrano      | Telecinco | Francisco «Curro» Serrano Moreno | 147 episodios | [ 9 ]       |
| 2010 - 2011 | Los protegidos   | Antena 3  | Pablo                            | 6 episodios   | [ 10 ]      |
| 2011        | Vida loca        | Telecinco | Marcos Hita Ferrán               | 20 episodios  | [ 7 ]       |
| 2016        | Centro médico    | La 1      | Fran                             | 1 episodio    | [ 7 ]       |